# John Forster

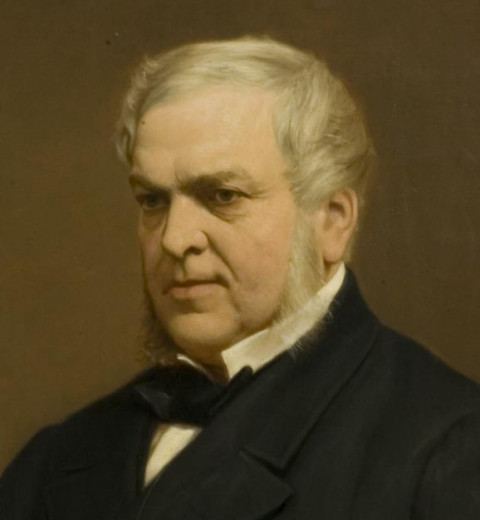
John Forster, målning av Charles Edward Perugini.

John Forster, född 2 april 1812 i Newcastle upon Tyne, död 2 februari 1876, var en brittisk författare och journalist.
Forster blev litterär och dramatisk kritiker i The Examiner 1833, var utgivare av The Daily News 1846 och av The Examiner 1847-56. Forster räknade bland sina personliga vänner Bulwer-Lytton, Walter Savage Landor, Thomas Carlyle och Charles Dickens. Hans The life of Charles Dickens (3 band, 1872-74, förkortad svensk översättning 1928) betraktas som ett av den brittiska biografiska litteraturens främsta mästerverk. Bland hans övriga verk märks Lives of eminent British statesmen (7 band, 1831-39, tillsammans med Th. P. Courtenay) och W. S. Landor (2 band, 1869).